# Cijedil
Cijedil is een bestuurslaag in het regentschap Cianjur van de provincie West-Java, Indonesië. Cijedil telt 7929 inwoners (volkstelling 2010).